# Rachicerus orientalis
Rachicerus orientalis är en tvåvingeart som först beskrevs av Ouchi 1938.  Rachicerus orientalis ingår i släktet Rachicerus och familjen vedflugor. Inga underarter finns listade i Catalogue of Life.